# L'inquietudine di esistere
L'inquietudine di esistere è un singolo del gruppo musicale italiano Tiromancino, pubblicato il 24 giugno 2011 come terzo estratto dall'album in studio L'essenziale.

## Descrizione
Il brano ha visto la partecipazione del rapper Fabri Fibra e, in occasione della pubblicazione, è stato remixato da DJ Nais.

## Video musicale
Il videoclip, diretto dal frontman Federico Zampaglione, è stato presentato il 13 luglio successivo, e pubblicato sul canale YouTube del gruppo il 23 luglio.

## Tracce
1. L'inquietudine di esistere (DJ Nais Remix) – 3:28